# Тимофеев, Николай Степанович
Николай Степанович Тимофе́ев  (1912—1973, по другим данным умер в 1972) — советский организатор нефтяной промышленности СССР, основоположник советской школы сверхглубокого бурения. Один из самых активных участников становления и развития нефтяной промышленности СССР.

## Биография
Родился 2 (15 мая) 1912 году в Баку (ныне Азербайджан). Карьеру начал в 1929 году, будучи студентом АзИИ. С 1934 года работал на о. Артёма, где защитил дипломный проект (1935).
Уже здесь проявляет себя инициативным инженером, предложив ряд новаций в области методов бурения на море и наклонному бурению скважин. Впервые в СССР осуществил бурение скважин на море на металлическом основании, построенном по его проекту, наклонно-направленное и кустовое бурение с индивидуальных оснований.
Его изобретение — бурозаливаная опора — явилась новым мощным элементом гидротехнических сооружений. Она нашла широкое применение. Ещё в 1934 году он предложил эстакадный метод освоения морских нефтяных залежей, как наиболее отвечающий специфике Каспийского моря и задачам научно-обоснованных методов разработки морских месторождений. Новаторские предложения Тимофеева впоследствии нашли широкое применение при разведке и разработке морских нефтяных месторождений на Каспии.
В 1938 году переводится в Куйбышев, возглавляет технический отдел объединения «Востокнефтедобыча», в задачу которого входило создание нефтедобывающего района между Волгой и Уралом — Второго Баку.
В 1939 году Н. С. Тимофеева переводят в Наркомат нефтяной промышленности, где он работает сначала заместителем, а потом начальником технического отдела Главвостокнефтедобычи, а затем Наркомнефти.
В 1942 году — на нефтяных промыслах Северного Кавказа. При его активном участии была успешно проведена эвакуация оборудования и кадров на Восток, ликвидация нефтяных скважин. Гитлеровцы за время пребывания на Кавказе так и не смогли получить нефть. После возвращения в Москву до 1949 года работал по вопросам развития и внедрения новой техники в нефтяную промышленность СССР.
В 1946—1947 годах — в длительных командировках сначала в США, а затем в Венесуэле. Отчеты из-за рубежа способствовали внедрению новейших иностранных технологий в советскую нефтяную промышленность.
На основе опыта на о. Артема разработал под руководством Б. А. Рагинского оригинальную конструкцию металлических эстакад и метод их сооружения для морских нефтяных промыслов. Полученные результаты нашли широкое применение (месторождения Гургяны-море, «Нефтяные камни», Сангачалы — Дуванный море, у о. Песчаный и др.).
В 1949 — 1957 годах — начальник Главюгозападнефтедобычи, а затем Главвостокнефтедобычи. Способствовал бурному развитию нефтедобычи в Уралоповолжском регионе, переоснащению отрасли передовым оборудованием, внедрению новых методов бурения. При его непосредственном руководстве были созданы серийные буровые установки глубокого бурения, изготовленные Уралмашзаводом. Они получили широкое внедрение, позволили развивать скоростные методы турбобурения, осваивать скважины глубиной более 5000 м.
В 1957 — 1960 годах возглавлял работу нефтяной, химической и газовой промышленности Куйбышевской области. Предложил и организовал разработку буровых установок с авиационными газотурбинными двигателями, бурильных труб из алюминиевых сплавов, шлангокабельного бурения. Эти инновации нашли применение в северных районах, в глубоком и сверхглубоком бурении. Под их производство построены специальные цеха на металлургических заводах.
С 1960 года сосредоточился на научной работе — главный инженер и заместитель директора по научной работе Всесоюзного научно-исследовательского института буровой техники — ВНИИБТ. На этой работе способствовал созданию новых видов забойных двигателей, породоразрушающего инструмента, усовершенствованию технологии бурения и др.
В 1963 — 1972 годах осуществил исключительно плодотворную работу по разработке научно-технических и организационных проблем сверхглубокого бурения в научных целях. По существу — создатель школы сверхглубокого бурения, организатор проблемной лаборатории по бурению на мантию Земли. Работал в качестве председателя Межведомственного Научного Совета в ГКНТ СССР, сосредоточив в своих руках основные рычаги координации и контроля деятельности десятков НИИ и предприятий для решения поставленных задач в данной области. Выбрал заложение и осуществил успешную проводку Кольской скважины — рекордной в мире по глубине (12 км) и результатам бурения. Полученные результаты обеспечили мировое лидерство советского сверхглубокого бурения — это было признано на Международных геологических конгрессах 1984 и 1989 годов.
Деятельность Тимофеева характеризовалась сочетанием огромной административно-хозяйственной работы с научными исследованиями. В течение длительного времени и до самого ухода из жизни являлся главным редактором журнала «Нефтяное хозяйство», был членом президиума ВАК СССР, председателем межведомственного научного совета ГКНТ СССР по проблеме «Изучение недр земли и сверхглубокое бурение». Работа на этих должностях не была «ритуальной» — каждая статья и диссертация внимательно прочитывалась, по каждой было своё мнение. Продолжительное время являлся председателем технического совета профильного министерства.
Всего за время своей научной работы Тимофеевым опубликовано 7 книг и 83 статьи, выполнено 47 фондовых научно-исследовательских работ, получено 17 авторских свидетельств на изобретения, нашедших самое широкое применение в советской промышленности. Постоянный автор записок в ЦК КПСС и СМ СССР с анализом состояния нефтяной промышленности СССР и зарубежных государств.
Современники характеризовали его как человека с тонким аналитическим умом, широким кругозором, умением предвидеть и предвосхищать события. Умел сжато, четко и выпукло изложить свои идеи, обозначить трудности и пути их решения. Был способен одновременно выполнять широкий спектр работ, вникая в детали и добиваясь результатов. Был известен своим дипломатическим искусством, особенно в отношениях с политическим руководством.
В воспитании кадров был сторонником «внезапного сбрасывания в воду» — сразу возлагал на молодых сотрудников значительный объём работ и ответственность, заставляя быстро учиться.
Умер 16 мая 1972 после тяжелой болезни(по другим данным умер в мае 1973 г.). Похоронен на Введенском кладбище (29 уч.).
Его дело было продолжено соратниками и учениками. Среди них — Н. И. Андиранов, М. И. Ворожбитов, Д. М. Губерман.

## Награды и премии
- Сталинская премия третьей степени (1946) — за разработку конструкции и методов скоростного строительства вышек для бурения нефтяных скважин на суше и на море«За разработку конструкций и методов скоростного строительства вышек на суше и на море».[5]
- Сталинская премия третьей степени (1949) — за разработку эстакадного метода для морских нефтепромыслов[6]
- заслуженный деятель науки и техники РСФСР
- орден Ленина
- два ордена Трудового Красного Знамени
- два ордена «Знак Почёта»
- медали